# یواس‌اس ادریسی (۱۸۶۲)
یواس‌اس ادریسی (۱۸۶۲) (به انگلیسی: USS Hydrangea (1862)) یک کشتی بود که طول آن 120' بود. این کشتی در سال ۱۸۶۲ ساخته شد.